# Diana Raufelder
Diana Raufelder (* 1978 in Hardheim, Neckar-Odenwald-Kreis) ist eine deutsche Erziehungswissenschaftlerin. Sie hat seit 2015 den Lehrstuhl für Schulpädagogik an der Universität Greifswald inne.

## Leben
Von 1997 bis 2002 studierte sie Erziehungswissenschaft und Ethnologie an der Universität Heidelberg. Mit einer ethnographischen Arbeit zur Bedeutung des Lehrer-Schüler-Verhältnisses im Bildungsprozess wurde sie 2006 bei Egon Renner an der FU Berlin promoviert. Nach Lehraufträgen an der Technischen Universität Berlin und der Universität der Bundeswehr München war sie von 2008 bis 2011 wissenschaftliche Mitarbeiterin am Fachgebiet Pädagogische Psychologie der TU Berlin.
Gefördert durch ein Schumpeter-Fellowship der Volkswagenstiftung leitete sie von 2010 bis 2021 eine Nachwuchsforschergruppe zum Thema Die Bedeutung sozio-emotionaler Faktoren im schulischen Lernprozess unter Berücksichtigung neurobiologischer Prozesse (SELF). Sie war von 2011 bis 2015 Mitarbeiterin im Arbeitsbereich Methoden und Evaluation der Freien Universität Berlin, wo sie 2014 bei Michael Eid eine zweite Promotion zum erziehungspsychologischen Thema Soziale Beziehungen und Motivation in Sekundarschulen: Interindividuelle Unterschiede abschloss.
Im Jahr darauf folgte sie dem Ruf auf die W3-Professur für Schulpädagogik an der Universität Greifswald. Dort war sie 2015/16 Studiendekanin und 2016–2018 Prodekanin der Philosophischen Fakultät sowie 2015–2018 und 2021–2023 Geschäftsführende Direktorin des Instituts für Erziehungswissenschaft.
Raufelder war von 2015 bis 2023 eine der Projektverantwortlichen des vom Bundesministerium für Bildung und Forschung (BMBF) finanzierten Projekts LEHREN in M-V im Rahmen der Qualitätsoffensive Lehrerbildung. Zusammen mit Rebecca Lazarides von der Universität Potsdam leitet Raufelder von 2023 bis 2025 das DFG-geförderte Projekt Beziehungen zwischen Lehrkräften und Lernenden (BeLL).

## Schriften (Auswahl)
- Von Machtspielen zu Sympathiegesten. Das Verhältnis von Lehrern und Schülern im Bildungsprozess. Marburg 2007, ISBN 3-8288-9471-2.
- mit Angela Ittel: Lehrerrolle – Schülerrolle. Wie Integration gelingen kann. Mit 30 Tabellen. Göttingen 2009, ISBN 978-3-525-61045-9.
- mit Frances Hoferichter: Prüfungsangst und Stress. Ursachen, Wirkung und Hilfe. Stuttgart 2017, ISBN 978-3-17-029391-5.
- Grundlagen schulischer Motivation. Erkenntnisse aus Psychologie, Erziehungswissenschaft und Neurowissenschaften. Opladen 2018, ISBN 3-8252-4961-1.